# Сулен-Дюи (кантон)
Суле́н-Дюи́ (фр. Soulaines-Dhuys) — упразднённый кантон во Франции, находился в регионе Шампань — Арденны, департамент Об. Входил в состав округа Бар-сюр-Об. Всего в кантон Сулен-Дюи входила 21 коммуна, из них главной коммуной являлась Сулен-Дюи.
По закону от 17 мая 2013 и декрету от 14 февраля 2014 года количество кантонов в департаменте Об уменьшилось с 34 до 17. Новое территориальное деление департаментов на кантоны вступило в силу во время выборов 2015 года. С 22 марта 2015 года все коммуны кантона перешли в кантон Бар-сюр-Об.

## Коммуны кантона
| Коммуна         | Население, чел. (2006) | Почтовый индекс | Код INSEE |
| --------------- | ---------------------- | --------------- | --------- |
| Вернонвилье     | 84                     | 10200           | 10403     |
| Виль-сюр-Тер    | 137                    | 10200           | 10428     |
| Жюзанвиньи      | 187                    | 10500           | 10184     |
| Коломбе-ла-Фосс | 222                    | 10200           | 10102     |
| Креспи-ле-Нёф   | 149                    | 10500           | 10117     |
| Ла-Виль-о-Буа   | 19                     | 10500           | 10411     |
| Ла-Ротьер       | 110                    | 10500           | 10327     |
| Ла-Шез          | 34                     | 10500           | 10072     |
| Левиньи         | 114                    | 10200           | 10194     |
| Мезон-ле-Сулен  | 73                     | 10200           | 10219     |
| Морвилье        | 252                    | 10500           | 10258     |
| Пети-Мений      | 231                    | 10500           | 10286     |
| Сольси          | 85                     | 10200           | 10366     |
| Сулен-Дюи       | 292                    | 10200           | 10372     |
| Тий             | 151                    | 10200           | 10377     |
| Тор             | 81                     | 10200           | 10378     |
| Френе           | 50                     | 10200           | 10161     |
| Фюлиньи         | 51                     | 10200           | 10163     |
| Шомений         | 82                     | 10500           | 10093     |
| Экланс          | 126                    | 10200           | 10135     |
| Эпотемон        | 160                    | 10500           | 10139     |

## Население
| 1962 | 1968 | 1975 | 1982 | 1990 | 1999 | 2006 | 2012 |
| ---- | ---- | ---- | ---- | ---- | ---- | ---- | ---- |
| 2728 | 2961 | 2566 | 2473 | 2449 | 2605 | 2656 | 2654 |